# Matyós

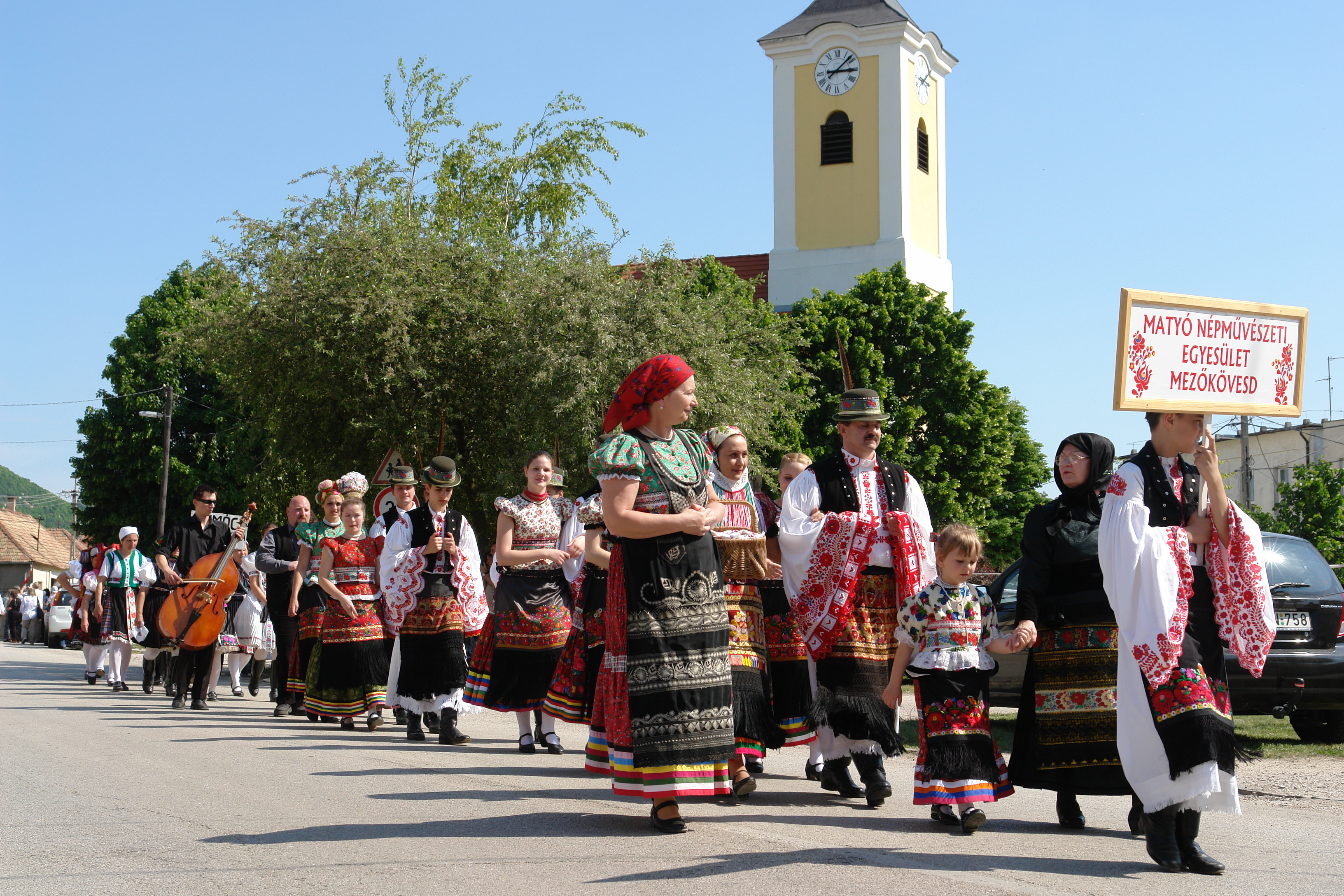
Matyós en costumes traditionnels.

Les Matyós (hongrois : matyó [ˈmɒcoː], pluriel : -k) sont un groupe ethnique de Hongrie. Le pays matyó s'étend au nord-est du pays, dans le comitat de Borsod-Abaúj-Zemplén, autour de Mezőkövesd. Le patrimoine ethnographique matyó est extrêmement riche. La broderie matyó a été distinguée en 2012 patrimoine immatériel de l'humanité.
Les Matyós sont parfois considérés comme un sous-groupe palóc, en raison essentiellement d'une origine slave commune indiquée par des études génétiques. Selon des ethnologues comme Herkely Károly, la différence de dénomination entre les deux a pour origine l'isolement religieux des habitants de Mezőkövesd catholiques dans un environnement protestant, et le nom Matyó serait au départ un surnom dépréciatif des catholiques, au contraire de l'opinion répandue selon laquelle ce nom est dû à l'affection des habitants pour le roi Matthias Corvin (Mátyás) qui en 1472 a donné à Mezőkövesd le rang de ville (mezőváros).